# Viaduc du Var
Le viaduc du Var est un pont à poutres situé dans les Alpes-Maritimes, en France. Il porte l'autoroute A8 et franchit le fleuve Var.